# The Marlborough Express
The Marlborough Express ist eine täglich erscheinende regionale Tageszeitung in Neuseeland. Ihr Einzugsgebiet liegt im nordöstlichen Teil der Südinsel mit Redaktionssitz in Blenheim.

## Geschichte
Der Marlborough Express wurde 1866 in Blenheim von Samuel Johnson, einem erfahrenen Journalisten aus England, gegründet. Johnson, der 1862 nach Neuseeland kam und in North Auckland für die Albertland Gazette und später für verschiedene andere Zeitungen im Land gearbeitet hatte, kam schließlich nach Blenheim und versprach, gegen die politisch rivalisierenden Zeitungen in Picton und Blenheim, eine Zeitung für die gesamte Provinz herauszugeben. Das half ihm mit seiner Zeitung auf dem hart umkämpften Zeitungsmarkt in der Provinz Fuß zu fassen und sich gegen die Konkurrenz zu behaupten.
1879 verkaufte Johnson den Express an Smith Furness and James Boudy. Sie gaben ab 1880 die Zeitung täglich heraus und übernahmen 1895 das Konkurrenzblatt Marlborough Times und 1948 die Marlborough Press. Die Familie Furness kontrollierte die Zeitung bis 1998, als sie das Blatt an die Independent Newspapers Limited (INL) verkaufte.
Die Independent Newspapers verkaufte den Marlborough Express schließlich zusammen mit allen anderen in ihrem Besitz befindlichen Publikationen 2003 an die australische Fairfax Media Gruppe.

## Die Zeitung heute
Die Nelson Mail hatte 2014 eine durchschnittliche täglich Auflage von 6.699 Exemplaren, erscheint weiterhin täglich von Montag bis Freitag am Nachmittag, wobei die Redaktion der Zeitung nur noch den Lokalteil abdeckt. Der überregionalen Teil wird zentral für alle Zeitungen der Fairfax Media Gruppe in Wellington erstellt.
Die Zeitung deckt den Marlborough District ab.